# Dawid (rzeźba Donatella)
Dawid Donatella powstał w latach 1430–40. Jest to pierwszy od czasów antyku posąg nagiego mężczyzny. 
Praca ta jest wykonana z wypalonego brązu, co nadaje jej połysk właściwy ciału nasmarowanemu olejkiem. Ten zabieg ma uwypuklić anatomię rzeźby. Dzieło nawiązuje do antyku grecko-rzymskiego poprzez wygląd hełmu z wieńcem i bardzo wyraźny kontrapost. Tematyka religijna działa tu jak pogański mit. Bohater biblijny przedstawiony jest po zwycięskiej walce z Goliatem. 
Występuje tu wyraźne dążenie do ukazania piękna ciała ludzkiego poprzez ukazanie jego cech. Zachowano proporcje ludzkiego ciała (mężczyzna nadnaturalnej wielkości). Artysta niezwykle dokładnie opracował nakrycie głowy Dawida.
Rzeźba prawdopodobnie była ustawiona na kolumnie, ponieważ tylko patrząc z dołu można spojrzeć Dawidowi w oczy.
Kopia rzeźby, znana jako David di Donatello, jest wręczana jako nagroda przemysłu filmowego Włoch.

## Literatura
- Die Kunst der italienischen Renaissance - Architektur, Skulptur, Malerei, Zeichnung, (red.) Rolf Toman, Tandem Verlag, Köln 2007
- Peter & Linda Murray, Sztuka renesansu, VIA, Toruń-Wrocław 1999